# Pseudomimetis vailima
Pseudomimetis vailima är en fjärilsart som beskrevs av Louis Beethoven Prout 1958. Pseudomimetis vailima ingår i släktet Pseudomimetis och familjen mätare. Inga underarter finns listade.